# Brouzdaliště

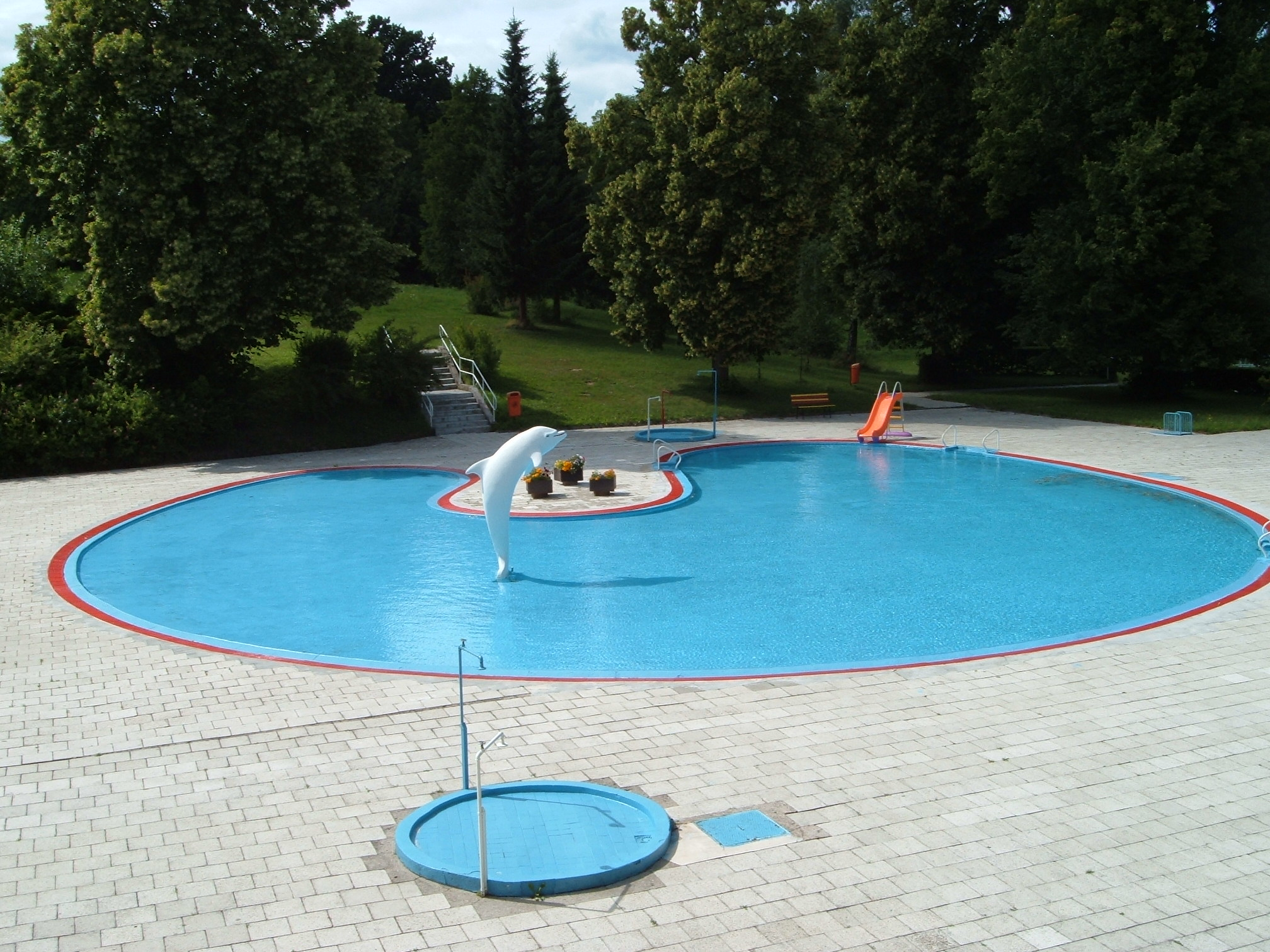
brouzdaliště

Brouzdaliště je malý mělký bazén, určený pro nejmenší děti, které neumějí ještě plavat. Bývá zřizováno jako součást akvaparků, větších koupališť a plaveckých a rekreačních areálů. V domácím prostředí se obvykle používají i různá přenosná a snadno skladná brouzdaliště ve formě různých nafukovacích bazénků, která lze v případě potřeby umístit prakticky kamkoliv nejčastěji na zahradu, na terasu nebo na balkón.
Zároveň je to obecný název pro mělkou část vody ať už uměle vybudované vodní plochy (bazének a pod.) nebo přírodní koryto potoka/říčky. Mělká část, která je určena převážně pro děti, kde není třeba umět plavat. 